# Val d'Oust
Val d'Oust é uma comuna francesa na região administrativa da Bretanha, no departamento de Morbihan. Estende-se por uma área de 31.81 km². Em 2010 a comuna tinha 2 805 habitantes (densidade: 88,2 hab./km²).
Foi criada em 1 de janeiro de 2016, após a fusão das antigas comunas de Le Roc-Saint-André, Quily e La Chapelle-Caro.